# Ole Dehli
Ole Dehli (* 8. Mai 1851 in Furnes, Norwegen; † 27. Februar 1924 in Kristiania, heute Oslo, Norwegen) war ein norwegischer Jurist und Politiker. Er gründete 1906 den norwegischen Genossenschaftsverband Norges Kooperative Landsforening (NKL) und leitete ihn bis 1919.

## Leben
Nach der Hochschulzugangsprüfung 1871 studierte Ole Dehli Rechtswissenschaften und schloss das Studium 1875 ab. Anschließend arbeitete er als Rechtsanwalt und Oberstaatsanwalt. 1879 wurde er Anwalt am Obersten Gerichtshof von Norwegen. 
Ole Dehli leitete sowohl die Studentenvereinigung als auch die Arbeitervereinigung und gründete 1894 die Genossenschaft Kristiania. Von 1896 bis 1901 war er im Stadtrat von Kristiania Vertreter von Venstre, einer sozialliberalen Partei. Bevor Coop 1906 gegründet wurde, machte er umfassend Werbung für die Genossenschaftsphilosophie. 
1918 leitete Ole Dehli die Arbeiterkommission. Er war Vorstand der städtischen Arbeiterbank sowie der Genossenschaftssparkasse. Von 1889 bis 1897 war er Vorstandsmitglied der Norwegischen Frauenrechtsvereinigung Norsk Kvinnesaksforening.

## Privates
Ole Dehli war verheiratet mit Maria Dehli (1851–1926), einer norwegischen Frauenrechtlerin und Vorstandsmitglied der norwegischen Frauenvereinigung Norske Kvinners Sanitetsforening. 
Ole und Maria Dehli waren die Eltern des Offiziers und Luftfahrtpioniers Halfdan Gyth Dehli (1881–1963). 

## Ehrungen
- 1934 wurde eine Straßenkreuzung im Osloer Stadtviertel Bjølsen Advokat Dehlis plass benannt.
- 1946 wurde auf Advokat Dehlis plass eine Porträtbüste von Ole Dehli enthüllt. Das Modell der Büste stammt von Asbjørg Borgfelt.[5]
- Der norwegische Genossenschaftsverband Norges Kooperative Landsforening (NKL) vergibt den Preis Advokat Dehlis pris.